# THE ICEMAN 氷の処刑人
『THE ICEMAN 氷の処刑人』（The Iceman）は、実在の殺し屋リチャード・ククリンスキーを描いた2012年のアメリカ合衆国のクライム・スリラー映画。監督はアリエル・ヴロメン、出演はマイケル・シャノン、ウィノナ・ライダー、クリス・エヴァンス、ジェームズ・フランコ、レイ・リオッタらである。
2012年にヴェネツィア国際映画祭、テルライド映画祭、トロント国際映画祭で上映された後、2013年5月3日にアメリカ合衆国で限定公開された。

## ストーリー
家族の前では良き夫、良き父親である一方で、逮捕されるまでに100人以上を手にかけた冷酷な殺し屋としての顔を持つリチャード・ククリンスキーが描かれる。

## キャスト
※括弧内は日本語吹替
- リチャード・ククリンスキー（英語版） - マイケル・シャノン[5]（志村知幸）
- デボラ・ペリコッティ - ウィノナ・ライダー（佐々木愛）
- ロバート・“Mr.フリージー”・プロンジ - クリス・エヴァンス[6]（堀内隼人）
- ロイ・デメイオ - レイ・リオッタ[5]（加藤清司）
- マーティ・フリーマン - ジェームズ・フランコ（金子修）
- ジョシュ・ローゼンタール - デヴィッド・シュワイマー（荒井勇樹）
- ジョセフ・ククリンスキー - スティーヴン・ドーフ
- エレン - エリン・カミングス
- レオナルド・マークス - ロバート・デヴィ（板取政明）
- リヴィ - ヴェロニカ・ロサティ
- ミッキー - ジョン・ヴェンティミリア（河合みのる）
- アデル - クリスタ・キャンベル（丸山有香）
- ドミニク - ジェイ・ジャンノーネ
- JC - ヴィンセント・フエンテス

## 製作
撮影はカリフォルニア州ロサンゼルス、ニューヨーク州ニューヨーク、ルイジアナ州シュリーブポートで行われた。

## 批評家の反応

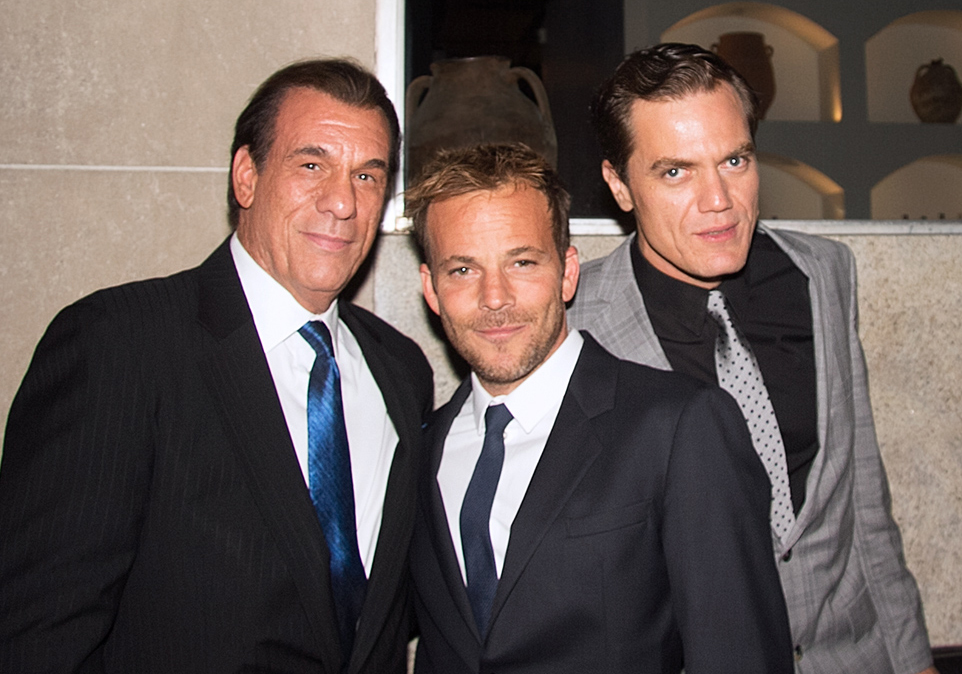
第37回トロント国際映画祭でプロモーションを行うデヴィ、ドーフ、シャノン。

Metacriticでは28件のレビューで加重平均値は60/100となった。Rotten Tomatoesでは120件のレビューで支持率は66%、平均点は6.2/10となった。